# 從地心竄出2
《從地心竄出2》（英語：Tremors 2: Aftershocks）是一部1996年美國怪獸恐怖喜劇片，1990年電影《從地心竄出》的續集及《從地心竄出》系列的第二部電影。電影由S·S·威爾森執導並與布蘭特·邁多可合作編劇，主演包括佛瑞德·華德、克里斯多佛·賈丁、海倫·薛佛、馬克·圖伯特和麥可·葛羅斯。劇情講述前集的主角之一厄爾·巴塞特（Earl Bassett）被聘來對付墨西哥煉油廠底下的加博巨蟲（Graboid），但意外的是巨蟲這回進化成能夠在地表活動的雙足生物。
由於考量院線上映較為昂貴，成本降低的《從地心竄出2》在美國部份院線有限上映後，於1996年4月9日以DVD首映發行。電影收穫正面居多的評價，被一些影評人列為史上最好的影帶首映續集電影。

## 劇情
前集事件發生數年後，瓦爾·麥基搬出來與蘭達·李貝克成婚，而厄爾·巴塞特則將自己的財產浪費在了一座失敗的鴕鳥牧場上。墨西哥恰帕斯州一座煉油廠老闆卡洛斯·奧爾特加前來求助厄爾獵捕油田內的加博巨蟲（Graboid），巨蟲已吞噬了他們的多名員工。厄爾起初拒絕，直到被仰慕自己的計程車司機葛雷迪·胡佛說服而改變主意，厄爾也能藉此獲得高額賞金（一隻加博五萬美元）。到達後，厄爾得知如果他活捉其中一條蟲，公司將向他支付雙倍的報酬。厄爾和葛雷迪的同夥包括地質學家凱特·萊利博士、她的助手朱利奧和一個叫佩德羅的技工，他們都在對加博進行科學研究。
厄爾和葛雷迪開始使用裝有炸藥的遙控汽車來系統性地殺死加博。儘管他們的策略似乎行得通，但大量的加博包圍了他們，使厄爾尋求伯特·甘莫的協助，後者帶著一輛裝有槍支和炸藥的卡車抵達。第二天，厄爾和葛雷迪遇見了一隻不會攻擊的加博，讓吃驚的他們向後行駛，撞壞了車子。打電話給佩德羅來接他們時，兩人發現那隻加博發出怪聲，彷彿快要死去。他們從遠處看到佩德羅的卡車駛近，但突然停了下來，促使厄爾和葛雷迪調查並發現佩德羅的遺骸（僅剩雙手）與被破壞發動機的拖車。後來，厄爾和葛雷迪遭到形似加博的兩足生物的追擊。同時，伯特的卡車也遭到十幾隻同類生物的攻擊。
第二天早上，這些生物進入了煉油廠，在那殺死了朱利奧。厄爾和葛雷迪在生物襲擊凱特之前抵達，伯特也狼狽地倖存返回，這使他耗盡了彈藥。通過實驗，眾人這些生物——尖叫獸（Shriekers）是雌雄同體的動物，在吃了足夠多的食物後能以令人難以置信的速度繁殖。這些生物聽不見聲音，而是利用頭部特殊的红外线接收器探取獵物的熱能。然而，他們遭到了尖叫獸的襲擊，後者發現了伯特的MRE口粮，並且在短短幾分鐘內迅速大量繁殖。他們打算利用朱利奧的車子逃跑，但伯特在殺死一隻尖叫獸時無意間破壞了車子。
伯特為躲尖叫獸而被困在推土機鏟斗中，葛雷迪、厄爾和凱特則待在油塔頂部。尖叫獸們一起努力相互交疊來登上塔頂，伯特將牠們引到一間倉庫中並將其囚禁。但麥粉等大量糧食也在當中，尖叫獸繼續進食並在內部繁殖。厄爾利用二氧化碳滅火器隱藏身體的熱能，並進入倉庫中找到伯特的炸藥。但厄爾身上的二氧化碳溶化使自身曝露，尖叫獸發現了他，直到厄爾利用葛雷迪的消防管逃出倉庫。厄爾逃出倉庫前，將一枚定時炸藥啟動，眾人急忙逃脫後不久，巨大的爆炸摧毀了所有的尖叫獸。之後，厄爾和凱特決定浪漫相依，而他們現在有奧爾特加欠的一大筆錢，葛雷迪建議開放一座以怪物為主的主題公園。

## 演員
- 佛瑞德·華德飾演厄爾·巴塞特（Earl Bassett）
- 克里斯多佛·賈丁（英语：Christopher Gartin）飾演葛雷迪·胡佛（Grady Hoover）
- 海倫·薛佛（英语：Helen Shaver）飾演凱特·「懷特」·萊利博士（Dr. Kate 'White' Reilly）
- 馬克·圖伯特（英语：Marcelo Tubert）飾演卡洛斯·奧爾特加先生（Sr. Carlos Ortega）
- 麥可·葛羅斯飾演伯特·甘莫（Burt Gummer）
- 馬可·埃爾南德斯（Marco Hernandez）飾演朱利奧（Julio）
- 何塞·羅薩里奧（José Rosario）飾演佩德羅（Pedro）
- 小湯瑪士·羅薩萊斯（英语：Thomas Rosales Jr.）飾演石油工人

## 外部連結
- 互联网电影数据库（IMDb）上《從地心竄出2》的资料（英文）
- 爛番茄上《從地心竄出2》的資料（英文）
- AllMovie上《從地心竄出2》的资料（英文）